# Hersony Canelón
Hersony Gadiel Canelón Vera (Caracas, 8 december 1988) is een baanwielrenner uit Venezuela.

## Carrière
Canelón boekte zijn eerste internationale succes op de Pan-Amerikaanse Spelen 2007 waar hij een zilveren medaille won op de teamsprint. Later in zijn carrière won hij op de Pan-Amerikaanse kampioenschappen baanwielrennen veertien medailles waarvan zeven gouden. Tussen 2011 en 2020 nam hij zesmaal deel aan de Wereldkampioenschappen  baanwielrennen, met als beste eindnotering een achtste plaats in 2012 bij de keirin en in 2015 op de sprint. Ook nam hij tweemaal deel aan de Olympische Zomerspelen, hier kwam hij niet verder dan een achtste plaats op de teamsprint in 2016. Enkele dagen eerder verbeterde hij zijn persoonlijke record bij de sprint.

## Palmares
| Jaar      | VK                  | P-AK                            | WK                                   | Overige                                                |
| Als elite | Als elite           | Als elite                       | Als elite                            | Als elite                                              |
| --------- | ------------------- | ------------------------------- | ------------------------------------ | ------------------------------------------------------ |
| 2007      |                     |                                 |                                      | Pan-Amerikaanse Spelen: · teamsprint                   |
| 2008      |                     |                                 |                                      |                                                        |
| 2009      |                     |                                 |                                      |                                                        |
| 2010      |                     | keirin · teamsprint · 4e keirin |                                      |                                                        |
| 2011      |                     | sprint · keirin · teamsprint    | 13e keirin 14e teamsprint 30e sprint | Pan-Amerikaanse Spelen: · sprint · teamsprint · keirin |
| 2012      |                     | sprint · teamsprint · 5e keirin | 8e keirin 8e teamsprint 15e sprint   | Olympische Spelen: 9e teamsprint 12 keirin 12e sprint  |
| 2013      | keirin · sprint     | sprint · teamsprint · 4e keirin |                                      |                                                        |
| 2014      | keirin · teamsprint | sprint · teamsprint · keirin    |                                      | C-A en CS: · teamsprint · keirin · keirin              |
| 2015      |                     | teamsprint · keirin             | 8e sprint 9e teamsprint              | Pan-Amerikaanse Spelen: · keirin · teamsprint · sprint |
| 2016      |                     |                                 | 10e teamsprint 20e keirin            | Olympische Spelen: 8e teamsprint 24e sprint 25e keirin |
| 2017      |                     | 5e teamsprint 5e sprint         |                                      |                                                        |
| 2018      |                     | 4e teamsprint 9e sprint         |                                      | C-A en CS: · keirin · teamsprint · 6e sprint           |
| 2019      | sprint · keirin     | 4e sprint 8e keirin             | 13e keirin                           | Pan-Amerikaanse Spelen: · keirin · 4e sprin            |
| 2020      |                     |                                 | 19e keirin                           |                                                        |
| 2021      | keirin              | 5e teamsprint                   |                                      |                                                        |
| 2022      |                     | 5e teamsprint                   |                                      |                                                        |